# Rubén Galván
Rubén Galván (* 7. April 1952 in Comandante Fontana; † 14. März 2018) war ein argentinischer Fußballspieler. Mit der Nationalmannschaft seines Heimatlandes gewann er den Titel bei der Fußball-Weltmeisterschaft 1978.

## Vereinskarriere
Rubén Galván begann seine fußballerische Laufbahn im Jahre 1971 beim Verein CA Independiente aus Avellaneda, einem industriellen Vorort der Hauptstadt Buenos Aires. Gleich in seiner zweiten Spielzeit bei Independiente gewann Galván mit dem Verein die Copa Libertadores, den wichtigsten Wettbewerb für Vereinsmannschaften in Südamerika. Allerdings wurde er im Laufe des Turniers nur selten eingesetzt. Durch den Triumph im Libertadores-Cup war man für den gleichen Wettbewerb im nächsten Jahr qualifiziert. Erneut wurde die Copa Libertadores von Independiente gewonnen, diesmal siegte man im Endspiel gegen den chilenischen Vertreter CSD Colo-Colo. Rubén Galván wurde dabei im Entscheidungsspiel des Finals eingesetzt, wo Independiente sich durch ein 2:1 nach Verlängerung im Estadio Centenario in Montevideo den Triumph sicherte. 1974 siegte Independiente erneut im Libertadores-Cup und Rubén Galván gehörte zur Stammformation der Argentinier, die im Endspiel gegen den FC São Paulo aus Brasilien gewannen. 1975 war er beim vierten und vorerst letzten Sieg in der Copa Libertadores erneut mit von der Partie und kam unter anderem in allen drei Finalpartien gegen Unión Española aus Chile zum Einsatz. Insgesamt hatte Galván mit CA Independiente vier Mal die Copa Libertadores gewonnen. Doch nicht nur auf kontinentaler Ebene zeigte man sich erfolgreich. In den Jahren 1977 und 1978 gelangen zwei nationale Meisterschaften. Die Independiente-Mannschaft, in der zur damaligen Zeit argentinische Fußballgrößen wie Daniel Bertoni, Omar Larrosa oder Ricardo Bochini spielten, gewann sowohl 1977 als auch 1978 den Nacionalwettbewerb. Zwei Jahre nach seinem letzten Meistertitel mit Independiente verließ Galván den Verein und schloss sich Estudiantes de La Plata an. Er beendete dort seine Karriere 1980 mit nur 27 Jahren.

## Nationalmannschaft
In der argentinischen Fußballnationalmannschaft wurde Rubén Galván zwischen 1974 und 1978 dreimal eingesetzt. In diesen Spielen gelang ihm kein Tor. Von Argentiniens Nationaltrainer César Luis Menotti wurde er in das Aufgebot der Südamerikaner für die Fußball-Weltmeisterschaft 1978 im eigenen Land nominiert. Bei dem Turnier, das die Argentinier am Ende durch ein 3:1 nach Verlängerung im Finale gegen die Niederlande gewannen, kam er allerdings zu keinem Einsatz.